# Roadmap (Nahostkonflikt)
Der Begriff Roadmap (englisch road map für „Straßenkarte“, „Routenplan“, „Fahrplan“) wird bildlich dafür benutzt, einen politischen Handlungsplan zu bezeichnen.
Der vom sogenannten Nahost-Quartett (UNO, USA, EU und Russland) ausgearbeitete Friedensplan mit dem Ziel, den Konflikt über die von Israel besetzten Gebiete zu lösen, wurde als Roadmap bezeichnet. Die Grundsätze des Friedensplans wurden vom damaligen US-Präsidenten George W. Bush in einer Rede vom 24. Juni 2002 vorgestellt, in der er ein friedliches Nebeneinander Israels mit einem unabhängigen palästinensischen Staat forderte. Ihr Zeitplan wurde nicht eingehalten. Die Roadmap selbst wurde am Rande einer internationalen Konferenz erarbeitet und im September 2002 vorgelegt. Der ehemalige israelische Ministerpräsident Ehud Olmert hat durch seinen sogenannten Konvergenz-Plan den Palästinensern angeboten, gegen Festschreibung des Verlaufs des zurzeit jenseits der Grünen Linie in palästinensischem Gebiet gebauten Grenzzauns einen palästinensischen Staat zu akzeptieren. Die Palästinenser haben dieser Lösung nicht zugestimmt.

## Konzept
Den Palästinensern wird ein unabhängiger Staat zuerkannt. Im Gegenzug wird aber eine „demokratische“ Reform der Palästinenserbehörden und eine Abkehr vom Terrorismus gefordert. Israel soll dabei die Staatsgründung anerkennen und unterstützen und sich aus dem Gazastreifen und dem Westjordanland zurückziehen, sobald die „terroristische Bedrohung“ beendet ist. Die genaue Grenzziehung soll in Verhandlungen erreicht werden.

## Prozess
Als Voraussetzung für die formale Übergabe der Roadmap sollte auf palästinensischer Seite mit der Errichtung des Amts des Ministerpräsidenten ein erster Schritt zur „Demokratisierung“ der palästinensischen Autonomiebehörden getätigt werden. Nach der Ernennung von Mahmud Abbas wurde der Plan den Konfliktparteien schließlich am 30. April 2003 übergeben. Er wird von der Resolution 1515 des UN-Sicherheitsrates befürwortet.
In der Roadmap sind drei Stufen vorgesehen, deren ursprünglicher Zeitplan nicht eingehalten wurde:

### Stufe 1
(von der Übergabe der Roadmap bis Mai 2003)
- Die Palästinenserführung
  - erkennt das Existenzrecht Israels an
  - reformiert die Institutionen der Autonomiebehörden demokratisch, insbesondere soll eine Verfassung erstellt werden
  - lehnt bedingungslos jede Form der Gewalt ab und geht aktiv gegen Terrorismus vor
- Israel
  - bekennt sich zur Zwei-Staaten-Lösung
  - zieht sich von palästinensischem Gebiet zurück und baut die dortigen illegalen Siedlungen ab, die nach März 2001 errichtet wurden (im Gaza-Streifen und im Westjordanland) und verzichtet auf weiteren Siedlungsbau
  - lockert die der palästinensischen Bevölkerung im seit 1967 okkupierten Gebiet auferlegten Zwangsmaßnahmen, z. B. die Ausgangssperren

### Stufe 2
(Juni bis Dezember 2003)
- Internationale Konferenz zur Überwachung der Ziele der Roadmap und zur Vorbereitung der Gründung eines Palästinenserstaates
- Errichtung des autonomen Staates Palästina innerhalb provisorischer Grenzen

### Stufe 3
(bis Ende 2005)
- Friedensverhandlungen zwischen Israel und den umliegenden Staaten
- Zweite Internationale Konferenz, die Endstatusverhandlungen initiiert, bei denen insbesondere folgende Themen behandelt werden sollen:
  - Vereinbarung über endgültige Grenzen, besonders die Zugehörigkeit Jerusalems und der Verbleib der israelischen Siedlungen auf palästinensischem Gebiet
  - Umgang mit den palästinensischen Flüchtlingen, die u. a. in Flüchtlingslagern der Nachbarländer untergebracht sind

## Umsetzung
In einer Kabinettssitzung am 25. Mai 2003 hat die israelische Regierung der Roadmap zugestimmt. Am 6. Juni 2003 brach die Hamas die Gespräche mit der Autonomiebehörde über einen Gewaltverzicht ab. Am 9. Juni 2003 wurde mit Newe Erez der erste Außenposten geräumt, dem in den nächsten Wochen neun weitere folgten.
Im August 2003 hat Israel mehr als 400 palästinensische Gefangene vorzeitig aus seinen Gefängnissen entlassen.

## Weitere Entwicklung
Am 4. Januar 2008 gab Ehud Olmert bekannt, dass der aktuelle Siedlungsbau Israels im Widerspruch zu den Versprechen Israels stehe. Gleichzeitig wiesen israelische Politiker verschiedentlich darauf hin, elementare Eckpunkte der Roadmap würden auch von palästinensischer Seite nicht eingehalten. Dazu gehöre die Anerkennung des Existenzrechts Israels sowie die Abkehr vom Terrorismus. Beides würde vor allem durch die radikal-islamische Hamas nicht umgesetzt, da sie das Existenzrecht Israels unverändert ablehne und sich offen zum Terror gegen die israelische Zivilbevölkerung bekenne.
Im September 2012 machte die Räumung des Außenpostens Migron Schlagzeilen. Die rechtliche Auseinandersetzung hatte sechs Jahre gedauert.